# 京浜電気鉄道の電動貨車
京浜電気鉄道の電動貨車では京浜電気鉄道に在籍した電動貨車について述べる。

## 概要
1913年（大正2年）から1914年（大正3年）にかけて事業用として4輪無蓋の電動車2両、付随車5両が、1921年（大正10年）に京浜電気鉄道が貨物営業を始めた前後に事業用車兼用でボギー無蓋電動車9両、ボギー有蓋電動車3両の計12両が製造された。1925年にボギー無蓋車2両が海岸電軌に譲渡、1937年（昭和12年）に4輪無蓋車2両およびボギー無蓋車2両が廃車された。
京浜電気鉄道の車両には1937年（昭和12年）9月27日に形式称号が与えられ、形式・車両番号に記号が付された。電動貨車については番号はそのままで無蓋車にはデト、有蓋車にはデワの記号が付与された。
1938年（昭和13年）に貨物営業が廃止され有蓋車が用途を失ったが、大東急には8両が継承され、5000番台に改番、のちに有蓋車1両が玉川線に転用された。無蓋電動車1両が戦災で焼失、無蓋付随車として復旧したほかは旧京浜電鉄（東急品川線）区間に残存した6両すべてが1947年の600Vから1500Vへの昇圧時に昇圧対応工事を施されずに休車となり、京急発足に伴って東急番号から5000を減じた番号に改番された。電動無蓋車1両が付随車扱いで1964年まで使用された他はデト30形や旅客車への改造名義で1953年までに消滅した。

## 1・2号4輪無蓋電動貨車
京浜電気鉄道が1913年（大正2年）4月22日付子土甲第1501号で構造の認可を受けた、3トン積木造4輪無蓋電動貨車1両（1号）で、同年5月7日付で竣功届を提出した。なお、同時に7トン積と4トン積の木造4輪無蓋付随貨車をそれぞれ4両、1両導入している。
竣功後は土砂、枕木、および電柱などの運搬に使用していたが、1両のみでは故障の際や工事が頻繁な際に不便なため、1914年（大正3年）4月14日付子土甲第1501号・寅警保電収第37号で1両の増設認可（1号と同一設計）を受け、同年5月7日付京寅電第82号で2号として落成届を提出した。
車両寸法は長さ（連結面間）7.26m(23ft10in)、幅2.28m(7ft6in)、高さ（トロリースタンド下端まで）3.12m(10ft3in)、自重は7トンである。また、電動機は25馬力のGE製800形を2個、制御器はGE製K2形を2個備える。台車は軸距2.13m(7ft)のペックハム製、制動機はステーリング式2個を使用している。
事業用として使用されたが、2両とも1937年（昭和12年）11月24日付の届出で廃車された。

## ボギー無蓋車
9両が製造され、製造時期、形態から1001・1002、1003-1005・1010、1006、1011・1012の4種に分類される。1001・1002・1011・1012については在籍期間が短く、形態などの詳細が分かっていない。残りの車両は後のデト30形などのように、車体の両端に小さな運転台があり、車体中央に集電用ポールを取り付ける台があった。1006のみ、ポール台の脇にホイストがあった。1011、1012以外の台車はペックハム14-B-3、主電動機はGE-57-A。各車の製造時期、改番履歴などを下表に示す。
デト5004は1945年（昭和20年）5月29日に神奈川新町で戦災焼失し、台枠を利用して1948年（昭和23年）4月に長物車チ5050形チ5051として復旧、1948年（昭和23年）12月22日届出で行われた京急発足に伴う改番によりチ50形チ51となり、経緯、改番時期は不明ながら、廃車前にはデト4に戻っていた。
チ5051以外の車両は1947年（昭和22年）12月の本線昇圧（1500V化）により使用できなくなったが、デト5005のみ付随車としてしばらく使われたのち、老朽化により1949年（昭和24年）と1964年（昭和39年）の二回に分けて全車廃車された。デト1-4の4両はデト30形31-34に書類上車籍を譲った形になっている。
| 京浜車号1 | 京浜車号2 | 東急車号 | 京急車号 | 製造所     | 製造年月   | 廃車年月   | 備考               |
| --------- | --------- | -------- | -------- | ---------- | ---------- | ---------- | ------------------ |
| 1001      | -         | -        | -        | 自社       | 1921年     | 1937年     |                    |
| 1002      | -         | -        | -        | 自社       | 1921年     | 1937年     |                    |
| 1003      | デト1003  | デト5001 | デト1    | 藤田分工場 | 1922年7月  | 1949年12月 | 書類上デト31へ改造 |
| 1004      | デト1004  | デト5002 | デト2    | 藤田分工場 | 1922年7月  | 1949年12月 | 書類上デト32へ改造 |
| 1005      | デト1005  | デト5003 | デト3    | 藤田分工場 | 1922年7月  | 1964年12月 | 書類上デト33へ改造 |
| 1006      | デト1006  | デト5005 | デト5    | 藤田分工場 | 1922年7月  | 1964年6月  |                    |
| 1010      | デト1010  | デト5004 | デト4    | 横浜船渠   | 1924年10月 | 1964年12月 | 書類上デト34へ改造 |
| 1011      | -         | -        | -        | 横浜船渠   | 1925年     | 1925年     | 海岸電軌へ譲渡     |
| 1012      | -         | -        | -        | 横浜船渠   | 1925年     | 1925年     | 海岸電軌へ譲渡     |

## ボギー有蓋車
デワ1007-1009の3両が製造された。無蓋車の荷物台部分に小屋を置いたような構造。台車はペックハム14-B-3、主電動機はGE-57-A。各車の製造時期、改番履歴などを下表に示す。京急に残った2両は書類上デハ290形295、296に改造された形で1953年に姿を消した。
| 京浜車号1 | 京浜車号2 | 東急車号 | 京急車号 | 製造所     | 製造年月   | 廃車年月  | 備考                                                              |
| --------- | --------- | -------- | -------- | ---------- | ---------- | --------- | ----------------------------------------------------------------- |
| 1007      | デワ1007  | デワ5011 | デワ11   | 藤田分工場 | 1923年10月 | 1953年    | 書類上デハ295に改造                                               |
| 1008      | デワ1008  | デワ5012 | デワ12   | 横浜船渠   | 1924年     | 1953年    | 書類上デハ296に改造                                               |
| 1009      | デワ1009  | デワ5013 | -        | 横浜船渠   | 1924年     | 1967年6月 | 1943年玉川線に転属、デワ3031に改番。 1951年無蓋化、デト3031に改番 |